# Provincia Jambyl
Jambîl este o provincie a Kazahstanului. Ea se întinde pe suprafața de 144,200 km², are o populație de 1 milion de locuitori, cu o densitate de 7 loc./km². Kazahii alcatuiesc mai mult de 60% din populația provinciei.
Provincia este situată în sudul țării, ea se învecinează cu Kârgâzstanul la sud, și cu provinciile kazahe Kazahstanul de sud (vest), Karagandî (nord) și Almatî (est). Aceasta este una din cele 2 provincii care se invecinează cu lacul Balhaș (nord-estul provinciei). Este traversată de râul Shu.